# Tom Clancy’s The Division 2
Tom Clancy’s The Division 2 ist der zweite Teil der Loot-Shooter-Reihe aus dem Hause Ubisoft, der von Massive Entertainment entwickelt wurde. Es handelt sich dabei um die Fortsetzung von Tom Clancy’s The Division (2016). Das Spiel wurde am 15. März 2019 für die Plattformen Windows, PlayStation 4 und Xbox One veröffentlicht.
Es handelt sich um einen Third-Person-Shooter mit Progressionssystem (von Ubisoft offiziell als „RPG-Anpassungen“ bezeichnet und vermarktet), der in einer Open World angesiedelt ist und dessen elementare Spielmechanik auf die Erbeutung besserer Waffen und Ausrüstungsgegenstände (Loot) ausgerichtet ist.

## Handlung
Der Zeitpunkt der fiktiven Handlung von Tom Clancy's The Division 2 ist gegen Ende der 2010er Jahre, etwa ein halbes Jahr nach dem Ausbruch einer Pocken-Pandemie, des sogenannten „Grünen Giftes“ bzw. der „Dollargrippe“ in New York, im Frühsommer des Folgejahres angesiedelt. Als Hauptort des Spielgeschehens dient das Zentrum von Washington, D.C. bzw. dessen Vororte sowie das umliegende Grünland (beides spielbar in den sogenannten Expeditionsmissionen der DLC-Erweiterungsepisoden).
Das durch die Pandemie ausgelöste Chaos, die fehlende Infrastruktur und die größtenteils noch immer vorherrschende Anomie führten in Washington D.C. zur Bildung unterschiedlicher Gruppierungen, die nunmehr um die Vorherrschaft in der Stadt kämpfen.
Die Agenten der Division unter der Leitung von Manny Ortega kämpfen im Laufe des gesamten Spiels gegen diese feindlichen Fraktionen und haben die Aufgabe, die Stadt zu befreien und das Informationsnetzwerk der Strategic Homeland Division (SHD-Netzwerk) wieder herzustellen. Geringfügig unterstützt werden sie durch die zur sogenannten Joint Task Force (JTF) zusammengefassten noch vorhandenen Militär-, Sanitäts- und Exekutivkräfte. Als ob der verbreitete Terror und die mangelnde Infrastruktur nicht schon genug wären, gilt der Präsident der Vereinigten Staaten, Andrew Ellis, als vermisst oder im Einsatz getötet. Sein Flugzeug, die Air Force One, ist in der Nähe des Capitol Hill abgestürzt.

### Gegnerische Fraktionen

#### Hyenas
Die Hyenas (Hyänen) sind eine mehr oder weniger lose Zusammenrottung von Anarchisten, Bandenmitgliedern und Kriminellen, die aus dem entstandenen Chaos persönlichen Profit schlagen und denen die Peinigung der Bewohner D.C.s anscheinend Spaß bereitet.

#### Outcasts
Die Outcasts (Ausgestoßenen) werden aus fanatischen Überlebenden der Pandemie sowie aus Quarantänezonen geflohenen Menschen gebildet. Sie wollen Rache an vermeintlich jenen nehmen, von denen sie glauben, dass sie für ihre Inhaftierung und mögliche Infektion verantwortlich sind. Sie werden angeführt durch Emelline Shaw, einer asymptomatischen Trägerin des Virus.

#### True Sons
Als True Sons (Wahre Söhne) bezeichnet sich die technisch gut ausgestattete und bewaffnete Truppe von ehemaligen Militärangehörigen und übergelaufenen JTF-Kräften, die unter der Führung von Colonel Antwon Ridgeway der Meinung ist, sie sei die einzig mögliche Kraft, die durch brutales Vorgehen wieder für Ruhe und Ordnung sorgen kann.

### Weiterer Verlauf der Story bzw. Verschwörung
Manny Ortega und Alani Kelso (eine NPC-Division-Agentin) erlangen Informationen, dass ein Gegenmittel zum „grünen Gift“ irgendwo in der Stadt zu finden sei und dass Präsident Ellis den Absturz der Air Force One überlebt habe, nun aber gefangen gehalten wird. Im Verlauf des Spieles entdeckt der Agent schließlich Ellis und rettet ihn aus dem Gewahrsam der Hyenas.
Präsident Ellis bestätigt, dass antivirale Breitbandantibiotika zur Heilung nicht nur vom „grünen Gift“, sondern allen Virusinfektionen existieren. Er kann jedoch nur mit einer speziellen Aktentasche auf sie zugreifen, die derzeit in der stark befestigten Basis der True Sons im Kapitol der Vereinigten Staaten aufbewahrt wird. Nachdem der Agent das SHD-Netzwerk repariert und die Agenten der Division im ganzen Land wieder verbunden hat, schwört Ellis, die Vereinigten Staaten wiederherzustellen, koste es was es wolle.
Nun, da die gegnerischen Fraktionen durch die Einsätze der Division immer weiter zurückgedrängt wurden, ziehen sich diese in sogenannte Festungen zurück. Mit Hilfe von zivilen Milizen und der JTF greift der Agent diese Festungen an und eliminiert die Führungsspitzen der meisten Fraktionen. Lediglich die Anführerin der Outcasts, Emelline Shaw, verschwindet während des Angriffs auf ihre Festung auf Roosevelt Island und überlebt.
Noch während der Agent mit der JTF den Sieg über die Feinde feiert, dringen Kräfte der privaten Militärfirma „Black Tusk“ in Washington D.C. ein und übernehmen Teile der Stadt – sie bilden damit die sogenannten Invasionsmissionen. Zeitgleich mit dem Eintreffen der Black Tusk verschwindet Präsident Ellis mit seiner Aktentasche und muss vom Agenten gefunden werden. Während der Suche erfährt der Agent, dass die Fraktionen Washington D.C.s von den Black Tusk mit Waffen versorgt wurden, vermutlich um die instabile Lage länger aufrechtzuerhalten. Ellis soll demnach auch mit den Black Tusk kooperiert haben und mittels Geheimdienst den Mordauftrag an seinem Vorgänger, Präsident Mendez, der bislang als Suizidopfer bezeichnet wurde, erteilt haben. Mit Ellis’ Hilfe gelangen die Black Tusk nun an antivirale Mittel, die sie über das Gezeitenbecken (Tidal Basin) aus der Stadt schaffen und Washington D.C. mit einem Raketenangriff in Schutt und Asche legen wollen.

#### Black Tusk
Im Verlauf der Spielstory trifft man auf hoch spezialisierte und mit modernsten technischen und militärischen Mitteln ausgestattete Kräfte der Black Tusk (Schwarzer Stoßzahn). Sie verfügen über eine funktionierende Infrastruktur sowie über begehrte Treibstoffe, um deren Soldaten beispielsweise per Hubschrauber zu den Einsatzorten bringen zu können.
Zu deren Ausrüstung zählen unter anderem Kampf-Roboter-Hunde und Minipanzer, die je nach Spielerfahrung als herausfordernde Gegner auftreten.

## Entwicklung
Am 9. März 2018, im zweiten Jahr nach dem Release von Tom Clancy’s The Division, wurden Gerüchte um eine Fortsetzung des Spieles, mit der Veröffentlichung des Brandings des zweiten Teils, bestätigt. Man wollte die Programmierung in der Hand jener Firmen belassen, die auch an der Entwicklung des ersten Teils involviert waren und somit aus den Fehlern lernen.
Dazu zählte vor allem eine intensivere Spielerfahrung gleich vom Start weg, bis hin zu einem durchdachteren Endgame, also Spielaufgaben über den regulären Storymodus hinaus. Erste In-Game-Spielausschnitte wurden bereits auf der Electronic Entertainment Expo 2018 im Juni 2018 präsentiert und lösten bei den Fans hohe Erwartungen aus. Knapp acht Monate später, am 7. Februar 2019, wurde die private Beta-Phase des Spieles gestartet und über einen Zeitraum von vier Tagen Feedback zu Grafik und Performance eingeholt.
Um sich von The Division im Sinne einer Weiterentwicklung abzuheben, legten die Entwickler großes Augenmerk auf hohe Detailtreue im Bezug auf den Ort der Handlung sowie auf Spielphysik und beispielsweise den Sound der Waffen.
Ab dem 17. März 2020 war das Spiel auch für Google Stadia erhältlich. Google Stadia ermöglichte ein Crossplay mit PC-Spielern.
Wie schon mehrmals bei der Weiterentwicklung von The Division, sollte auch nun wieder, Anfang September 2019 eine sogenannte Elite Task Force, also eine Gruppe freiwilliger Spieler, die bei der weiteren Entwicklung den Wünschen der Spielcommunity Ausdruck verleihen sollten, zum Einsatz kommen.

## Spielinhalt

### Open World Spiel
Die schon aus dem ersten Teil bekannte Open World Spielmechanik wurde für den zweiten Teil intensiviert und besser im Spiel verankert. Die Open World deckt einige Stadtteile von Washington, D.C., darunter u. a. Downtown, Capitol Hill und The Mall, sowie mehrere Sehenswürdigkeiten wie etwa das Lincoln Memorial ab.
Diese Bezirke samt Kontrollpunkte werden durch unterschiedliche Fraktionen gehalten bzw. umkämpft und können im Laufe des Spieles durch Erledigung von unterschiedlichen Aktionen alarmiert, in der Schwierigkeit gesteigert und letztendlich erobert werden. Um die Alarmstufen der Kontrollpunkte zu erhöhen, sind beispielsweise Propagandasendungen der jeweils das Territorial beanspruchenden Fraktion zu beenden, Geisel vor einer Erschießung zu retten oder in Territorialkämpfe einzugreifen.
Um diverse Questaufgaben erledigen zu können bzw. die eigene Ausrüstung zu verbessern, ist die Suche und das Sammeln von Ressourcen und Nachschub ein wichtiger Bestandteil des Spieles.
Der Nachschub in Form von Wasser, Nahrung und Teilen ist in Taschen und Boxen über die komplette Open World, mehr oder weniger gut verteilt. Einige Orte beherbergen jedoch größere Mengen davon und diese werden auch auf der Karte angezeigt. Dieser Nachschub wird von Kontrollpunkt-Offizieren für die Versorgung derer Kontrollpunkte benötigt, um diese für gegnerische Angriffe besser zu rüsten.
Ressourcen wie Stahl, Titan, Keramik, Polykarbonat oder Kohlenstofffaser sind ebenso in der Open World verteilt, aber je nach Fraktion auch in den jeweiligen Spieleinsätzen vermehrt auffindbar. Ressourcen werden hauptsächlich für die Aufwertung, die sogenannte Rekalibration der Ausrüstung verwendet.
Die Open World von The Division 2 bietet eine hohe Dichte an möglichen Spielaktivitäten, die den Spielspaß, weit über den Storymodus hinaus, aufrechterhalten. Ein Belohnungssystem in Form von Patches, die der Agent an seinem Oberarm tragen kann, gehören ebenso dazu wie Rucksacktrophäen, die als Zeichen für erledigte Spielinhalte zur Schau gestellt werden können.
Nachdem man den Storymodus nach etwa 40 Stunden Spielzeit erfolgreich abgeschlossen hat, stehen eine Reihe von Endgame-Aktivitäten zur Verfügung.

### Black Tusk Invasionsmissionen
Zu den wöchentlich spielbaren Aufgaben zählen die in der gleichen dreiwöchigen Reihenfolge abwechselnden Black Tusk Invasionsmissionen. Hierbei werden alle bekannten Hauptmissionen als Invasionsmissionen gekennzeichnet und man trifft anstelle der üblichen Fraktionen auf die Black Tusk. Hat man die notwendigen Invasionsmissionen, samt einem Einsatz bei einer Festung, abgeschlossen, so berechtigt dies den Agenten zum Einsatz bei Tidal Basin.

#### Tidal Basin
Innerhalb der Invasionsmissionen stellt die Tidal Basin-Mission den Abschluss der wöchentlichen Missionsaufgaben der Black Tusk Invasion dar. Hierbei muss die Evakuierung von Virostatika durch die Black Tusk verhindert sowie ein Raketenangriff auf Washington D.C. vereitelt werden. Der Agent soll durch die Bergung der Virostatika die Grundlage zur Herstellung eines Heilmittels ermöglichen.

### Geheimmissionen
Für Besitzer des "Year One – Pass" (ein Download-Abonnement, gegen Aufpreis als DLC erhältlich) stehen insgesamt fünf Geheimmissionen zur Verfügung. Diese werden auf der Karte von Washington D.C. mit einem blauen Radius angezeigt. Der Spieler hat zum einen die Aufgabe, einen versteckten Eingang zu finden und innerhalb der dazugehörigen Mission Gegner zu bekämpfen, zum anderen besteht die Möglichkeit, versteckte Rucksacktrophäen zu finden.

### Jägermissionen
An unterschiedlichen, nicht gekennzeichneten Plätzen der Open World können, durch bestimmte Aktionen wie Emojis oder Schüssen auf Fensterscheiben in bestimmter Reihenfolge, die sogenannten „Jäger“ gerufen werden. Jeder dieser speziell ausgerüsteten und mit einer höheren KI ausgestatteten NPC lässt, sofern er getötet wird, neben Ausrüstung und Waffen eine von zwölf Jägermasken als Beute fallen. Diese benannten Masken haben aber nur rein optischen Charakter.
Neben Ausrüstung und Waffen hat der Spieler auch die Möglichkeit, bei einem Sieg über einen Jäger auch einen der sogenannten Elfenbeinschlüssel zu erhalten. Davon gilt es acht Stück zu erbeuten, die dann einen Waffenkoffer in der Operationsbasis öffnen lassen.

### Dark Zones
Nachdem auch in Washington D.C. einige Bereiche der Stadt vollkommen der Kontrolle durch JTF und der Division entglitten waren, wurden diese drei Bereiche abgeriegelt und als Dark Zones bezeichnet. Jene Gegenden, wo gegnerische Fraktionen gegeneinander kämpfen und der Agent die Möglichkeit hat, in einem PvP-Modus auf andere Agenten im Spiel zu treffen. In den Dark Zones hat der Agent die Möglichkeit, durch verschiedene Aktivitäten wertvolle Beute zu machen, die aber mittels Hubschrauberbergung aus der DZ geschafft werden muss. Weiters kann sich der Agent von der Division lossagen und abtrünnig werden, um andere Agenten zu töten und deren bisher gesammeltes Material zu plündern. Durch ein ausgeklügeltes Abtrünnigkeitsprotokoll kann der Agent dann bis in den Status der Menschjagd aufsteigen, diese durch Aufsuchen eines speziellen Ortes im Spiel beenden und ebenfalls wertvolle Belohnungen erhalten.

### Raids
Erstmals in der Story von Tom Clancy's The Division bekommt der Spieler die Möglichkeit, sich einem Raid, also einer groß angelegten Spieleroffensive gegen eine Reihe von Boss-Gegnern, anzuschließen.

#### Raid 1: Dunkle Stunden
Seit 16. Mai 2019 steht der erste Raid, nach Beendigung der Tidal Basin – Invasionsmission zur Verfügung. Der Spieler wird von der Operationsbasis, dem Weißen Haus, via Hubschrauber zum Einsatzort, dem Ronald Reagan Washington National Airport gebracht und hat dort eine vierstufige Mission abzuschließen. Voraussetzung für einen erfolgreichen Abschluss der schwierigsten Herausforderung des Spieles ist ein optimal abgestimmtes und ausgestattetes Team mit hoher Kommunikation.

### DLC – Erweiterungs-Episoden
Um einen erweiterten Spielspaß zu gewährleisten, wurden Titel-Updates in Form von DLCs geplant. Diese beinhalten sowohl zusätzliche Missionen als auch exotisches Ausrüstungsmaterial oder Waffen.

#### Episode 1: Washingtons Vorstädte: Expeditionen
Am 30. Juli 2019 wurde das erste Titel-Update „Episode 1 – Washingtons Vorstädte: Expeditionen“ als DLC veröffentlicht. Es beinhaltet zwei neue Hauptmissionen und einen Expeditionsteil, der den Spieler in das Kenly College führt, wo eine Reihe von Aufgaben zum Erlangen einer exotischen Waffe erledigt werden müssen. Im Rahmen der Hauptmissionen trifft man auf die Anführerin der Outcasts, Emelline Shaw, deren Geschichte weiter erzählt wird.

#### Episode 2: Pentagon: Das letzte Bollwerk
Am 22. Oktober 2019 erfolgte das zweite Titel-Update „Episode 2 – Pentagon: Das letzte Bollwerk“ als DLC. Bei diesen zusätzlichen Spielinhalten spielen die Black Tusk eine große Rolle und der Agent dringt in die Räume des Pentagon ein, um einen Bioreaktor zu sichern, der es ermöglichen soll, die während der Tidal Basin-Operation sichergestellten Virostatika zu reproduzieren. Weiters muss sich der Agent einen Weg durch die DARPA-Labors kämpfen, da die Black Tusk den Bioreaktor bereits durch verlassene Fluchttunnel aus der Zeit des Kalten Krieges herausschaffen. Mit Hilfe des nun geborgenen Bioreaktors soll die Produktion eines Heilmittels möglich werden.

#### Episode 3: Coney Island: Die Jagd
Das dritte Titel-Update erschien am 12. Februar 2020 (für Year-1-Pass Besitzer) und führt den Agenten zurück nach Coney Island in New York. Dort erwarten den Agenten zwei Missionen Baseball-Stadion und Coney-Island-Vergnügungspark. Der abtrünnige Agent und Verursacher der Pandemie, Aaron Keener, hält dort den russischen Virologen Vitaly Tchernenko gefangen, um ihn für weitere Forschungszwecke zu missbrauchen. Ziel der Missionen ist die Suche nach Keener und die Befreiung Tchernenkos.

### ErweiterungDie Warlords von New York
Am 3. März 2020 wurde die Erweiterung Die Warlords von New York veröffentlicht, wobei die Levelgrenze auf 40 angehoben wird. Der Spieler kehrt in das nun sommerliche New York zurück, wo bereits der erste Teil von The Division spielte. Dort müssen vier Warlords ausgeschaltet werden, wobei es sich um abtrünnige Agents der Division handelt. Alle vier Warlords stehen in Verbindung mit Aaron Keener, dem berüchtigsten Abtrünnigen.

## Trivia
- Jenes Team, welches als erstes Team den Raid Dunkle Stunden erfolgreich abschließen konnte,[10] erhielt die Ehre eines virtuellen Denkmals als Teamfoto samt Gamertags im Ostflügel des Weißen Hauses.
- Beim sogenannten Eulenrätsel[11] gilt es, während die Mission auf Roosevelt Island als Invasionsmission geführt wird, im Missionsgebiet sieben Eulenstatuen zu finden und in der richtigen Reihenfolge anzuzünden.
- Im August 2018 wurde in einem der Ankündigungstrailer zum Spiel eine Szene gezeigt, in der ein Polizeifahrzeug mit halb geöffneter Tür zu sehen war. Dadurch war auf dessen Seite der Polizei-Schriftzug, einer optischen Täuschung ähnlich, als "POLCE" zu lesen und sofort war ein viraler Hype darum entstanden. Im Februar 2019 scherzte der kreative Leiter des Spieles, Julian Gerighty in einem Twitter-Posting auf die Anfrage eines Fans, dass dieses Auto in einem zukünftigen Update zu finden sei. In einem der folgenden Patches wurde dieses Fahrzeug dann auch tatsächlich eingespielt, bedurfte aber einer Erinnerung am 21. August 2019 an die Spielgemeinde mit dem Hinweis auf eine Belohnung, um die Suche darauf tatsächlich zu eröffnen. Einige Stunden später wurde das Fahrzeug von einem deutschen Spieler entdeckt und per Retweet gemeldet[12].[13]

## Rezeption
Für Robin Rüther von GameStar handele es sich um einen Nachfolger mit Detailverbesserungen. Die neue Spielwelt sei glaubhafter und lebendiger. Sein Kollege Dimitry Halley machte klar, dass die Game Loop genretypisch repetitiv bleibe. Es bleibe jedoch bis zum Endspiel spannend und strategisch fordernd. 4Players monierte eine starke Eingabeverzögerung und verwaschenes Bild beim Spielen mit Google Stadia. Felix Schütz von PC Games bemängelte die schwache Hintergrundgeschichte, gab sich aber ansonsten begeistert insbesondere, was den Detail- und Abwechslungsreichtum der Spielwelt anginge. Die Kämpfe seien motivierend.